# ديريك الثالث، كونت هولندا
ديريك الثالث (يعرف أيضاً بDiederik أو Theodoric) كان كونت مقاطعة هولندا منذ عام 993 إلى 27 مايو 1039، حتى 1005 تحت وصاية والدته. ويعتقد أن ديرك الثالث ذهب إلى الحج في الأراضي المقدسة حوالي 1030، ومن هنا جاء لقبه 'Hierosolymita' (المقدسي باللاتينية).